# タラスコン
北緯43度48分22秒 東経4度39分18秒 / 北緯43.80611度 東経4.65500度
タラスコン（フランス語：Tarascon、詳しくは後述）は、フランス南部の一地名。ローヌ川の右岸沿いに置かれた古代ローマの陣営に起源する歴史ある町であり、現在はプロヴァンス＝アルプ＝コート・ダジュール地域圏ブーシュ＝デュ＝ローヌ県アルル郡の小郡庁所在地となっている都市である。かつては郡庁所在地であった。
地名の由来ともなっている怪物タラスクの伝説と、ルネ王の城ことタラスコン城などで知られる。

## 呼称
フランス語名 Tarascon （仮名転写：タラスコン）。別表記として Tarascon-sur-Rhône、Tarascon (Bouches-du-Rhône) などあり。英語名も、正式名・別表記ともフランス語に準じる。
別表記 Tarascon-sur-Rhône （仮名転写：タラスコン＝シュール＝ローヌ）は「ローヌ川沿いのタラスコン」を意味し、同名の別地名であるフランス南西部のタラスコン（タラスコン＝シュール＝アリエージュ［Tarascon-sur-Ariège。「アリエージュ川沿いのタラスコン」の意］）と区別する必要がある場合に執られる表現の一つである。ただし、本項のタラスコンはあくまでも“本家”であり、したがって、地名として Tarascon 以外が用いられることは通常的でない。Tarascon (Bouches-du-Rhône) も同様で、所属地域であるブーシュ＝デュ＝ローヌの名を借りての説明表記であって地名ではない。そのほか、上記のようなかたちを執らず、平素な言葉による説明で済ませる場合もある。

## 地理
アヴィニョンの南23km、アルルの北20kmに位置し、ローヌ川を挟んだ対岸にはオクシタニー地域圏ガール県の小さな町ボーケールがある。
タラスコンとボーケールは地域圏も県も異なるが、複数の橋で結ばれている。
もっとも、流通面ではさながら一つの町のように機能している両者であるが、古くから土地と水利を巡って争いが絶えなかった歴史的経緯から、人的交流は極めて乏しい。

## 人口統計
| 1962年 | 1968年 | 1975年 | 1982年 | 1990年 | 1999年 | 2006年 | 2015年 |
| ------ | ------ | ------ | ------ | ------ | ------ | ------ | ------ |
| 8637   | 10584  | 10365  | 10735  | 10826  | 12640  | 13376  | 15056  |

参照元:1962年から1999年までは複数コミューンに住所登録をする者の重複分を除いたもの。それ以降は当該コミューンの人口統計によるもの。1999年までEHESS/Cassini、2006年以降INSEE

## 文化

### 怪物タラスク

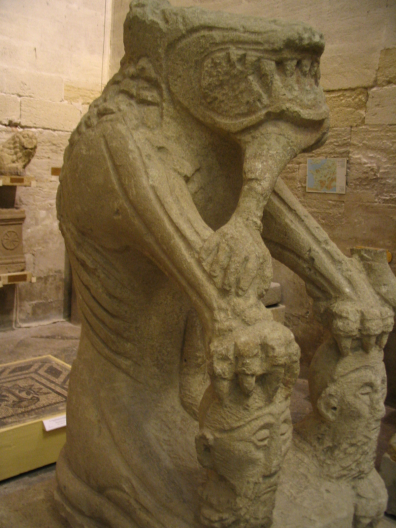
人喰いの怪物を表した紀元前の石像
タラスクの原形と解釈され、「ノーヴのタラスク」と呼ばれる、ラ・テーヌ（en）III期（紀元前300- 紀元前120年頃）に属する遺物である。ノーヴ（en）出土。アヴィニョン碑文博物館（fr）所蔵。

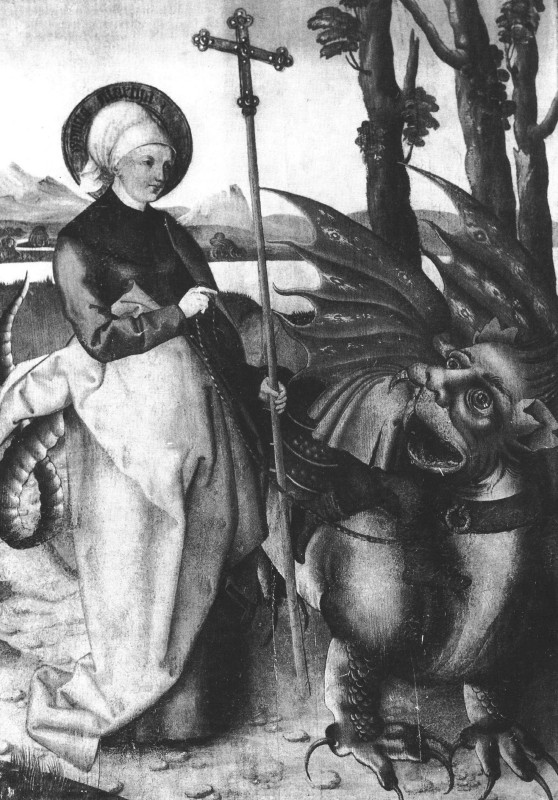
信仰の力によって怪物タラスクを手なずけた聖マルタ

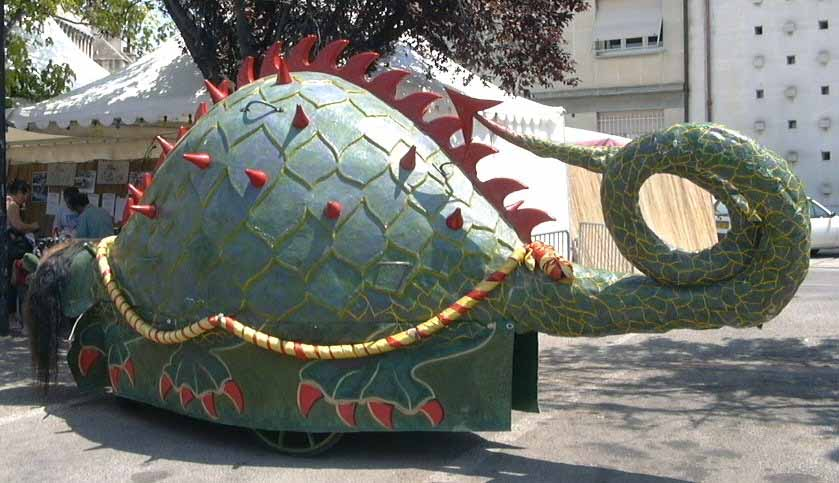
タラスクの祭りにおける怪物タラスクの出し物

タラスク（Tarasque、ラテン語式にタラスクスとも称）はこの町に伝わる伝説上の怪物で、中世イタリアのヤコブス・デ・ウォラギネ著『黄金伝説 』に紹介されている。
それによれば、当時タラスクはローヌ川付近の森に棲息していたという。かつての棲み処は遠くオリエントのシリアにあったとし、海の巨怪レヴィアタンと牛様の怪物オナクス（ボナコン、追うと灼熱の糞を噴射する）との間に生まれた竜であり、かつ半獣半魚の合成獣とする。また、他の異なる聖女伝によれば毒息を吐く邪悪な竜の眷属（けんぞく）で、硬い甲羅、6本の熊爪の肢、蛇状の尾を具えている。
時は西暦48年、キリスト教布教のためにサント＝マリー＝ド＝ラ＝メールからやってきた聖マルタ (仏: Sainte Marthe) は、当地にあるネルルク（「黒い森」の意）村を訪れた際、怖ろしい怪物タラスクの話を聞き、これを鎮めるべく森に入った。
そこで怪物と対峙した聖女はしかし、臆することなく一心に祈りを唱え、聖水を振りかけることでこれを抑え込むことに成功する。そうして、鎖に繋がれて飼い犬のように聖女の下（もと）にひれ伏した怪物を、しかし、長らく苦しめられ続け、家族を喰われてきた村人たちは許すことなく、石礫（いしつぶて）でもって打ち殺した。
今日、タラスコンでは毎年6月の最終土曜日に「タラスクの祭り」が開催されている。15世紀頃から始まったとされるこの祭りでは、タラスクを模した張り子が、タラスケルと呼ばれる若者達に曳かれて会場を進んでいく。

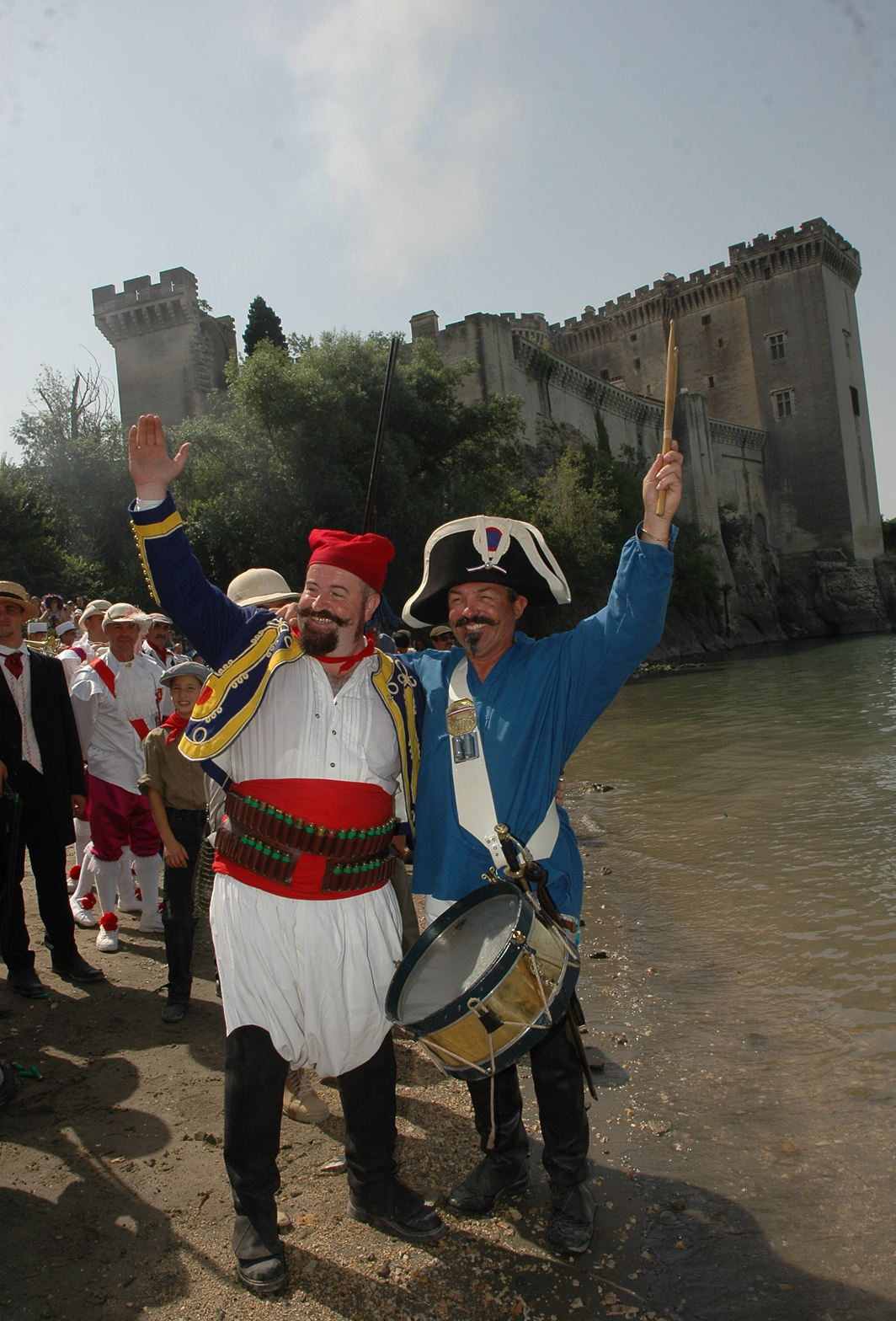
英雄タルタランの扮装をする市民

1991年、フランス南西部はピレネー山麓の町エスペラザ（en）にて化石が発見された肉食恐竜に、この伝説の怪物に因んだ「タラスコサウルス」という学名が付けられた。

### 英雄タルタラン
タルタラン (Tartarin) は、小説家アルフォンス・ドーデの3部作『陽気なタルタラン（en）』『アルプスのタルタラン』『ポール・タラスコン』に登場する、タラスコンを生まれ故郷とする架空の英雄で、世界を股にかける冒険家である。
タルタランのシリーズは19世紀を舞台にした物語であり、怪物タラスクとその祭りのことも話の中で語られている。
そのような関係から、タラスクの祭りには英雄タルタランに引き連れられるかたちで怪物タラスクが現れるのである。
なお、1985年にはタルタランを記念した小さな博物館がオープンしている。

## 観光名所
聖ヨハネ門 (Portail Saint Jean)、コンダミヌ門、ジャルネーグ門 ：かつての市壁の名残である3つの門。聖ヨハネ門が正門。
聖マルタ教会 ：聖マルタが埋葬されていると伝えられている。建築様式は、12世紀ロマネスクと14世紀ゴシックで二分されている。地下納骨堂の由来は3世紀にまで遡る。
|  |  |  |  |

タラスコン城 ：川沿いにあり、現在のものは1401年にアンジュー公ルイ2世が建造に着手したものである。建造は長男ルイ3世が引き継ぎ、次男ルネが1447年に完成させた。落成者の名を採り、この城はしばしば「ルネ王の城 (le château du roi René)」と呼ばれている。城は17世紀以降、国有になる1932年まで軍用の牢獄に転用されていた。
町役場 ：1648年築造。

## アクセス
タラスコン市街南部にフランス国鉄（SNCF）のタラスコン駅があり、セット、アヴィニョン、アルル方面への列車が発着する。